# Мачихино (платформа)
Мачи́хино — остановочный пункт Большого кольца МЖД в Троицком округе Москвы. Бывшая станция.
Станция Мачихино открыта в 1943 году. Своё название станция получила от деревни Мачихино, расположенной в 2,5 км к юго-западу от станции. В 2000-х годах потеряла статус самостоятельной станции, войдя в состав сортировочной станции Бекасово-Сортировочное в качестве приёмо-отправочного парка «М».
Платформа со всех сторон окружена лесом. Через лес к югу от железной дороги проложены пешеходные тропинки из бетонных плит / грунтовые, ведущие в деревню Мачихино (эксклав Москвы в Московской области), село Могутово и к садоводческим товариществам (на север и юг).
Административно платформа и Посёлок при Станции Мачихино входят в состав поселения Киевский Троицкого округа. Почтовый индекс: 143380. Код налогового органа: 5030. Код ОКАТО: 46238828038.
Путевое развитие парка состоит из четырёх электрифицированных путей, тупиков нет. Нумерация путей с севера на юг: №№ 4, 2, 1, 3.
На пристанционной территории (посёлок станции Мачихино) расположено одноэтажное административное здание, жилые дома станционных рабочих и несколько хозяйственных построек. Железнодорожные постройки и сооружения выдержаны в сине-белой цветовой гамме, характерной для Киевского направления Московской железной дороги.
В Мачихино две пассажирских платформы: островная (между первым и вторым путями) на 10 вагонов и северная боковая, расположенная у четвёртого пути (более короткая). Боковая платформа низкая. Островная — восточная половина низкая, западная половина высокая. Обе платформы прямые. Здание вокзала, построенное по типовому проекту, расположено вблизи боковой платформы. Ранее в здании вокзала располагалась билетная касса (закрыта в начале 1990-х годов).
В предыдущие годы Мачихино являлось конечной для нескольких электропоездов Большого кольца и «прямых» с Киевского вокзала и Калуги-1. По состоянию на август 2017 года являлась конечной для одной пары. Сейчас через платформу проходят следующие поезда: Поварово-2 - Кубинка-2 - Детково (2 пары по будням, 3 — по выходным), Яганово - Бекасово-1 (3 пары), Москва-Киевская - Кресты (2 пары по будням, 3 — по выходным);  Калуга-1 - Кресты (1 пара). До Поварово-2 сообщение введено с лета 2011 года.
В направлении Бекасово-1 от Мачихино поезда могут следовать как прямо через пл. Бекасово-Сорт., так и следуя по обходному I главному пути, огибающим сортировочную станцию с северо-востока.
Среднее время в пути электропоезда от Мачихино до Бекасово-1 — 22 минуты. До Москвы-Киевской — 1 час 41 минута (с заходом в Бекасово-1 — 1 час 55 минут). До станции Столбовая — 52 минуты.

## Галерея

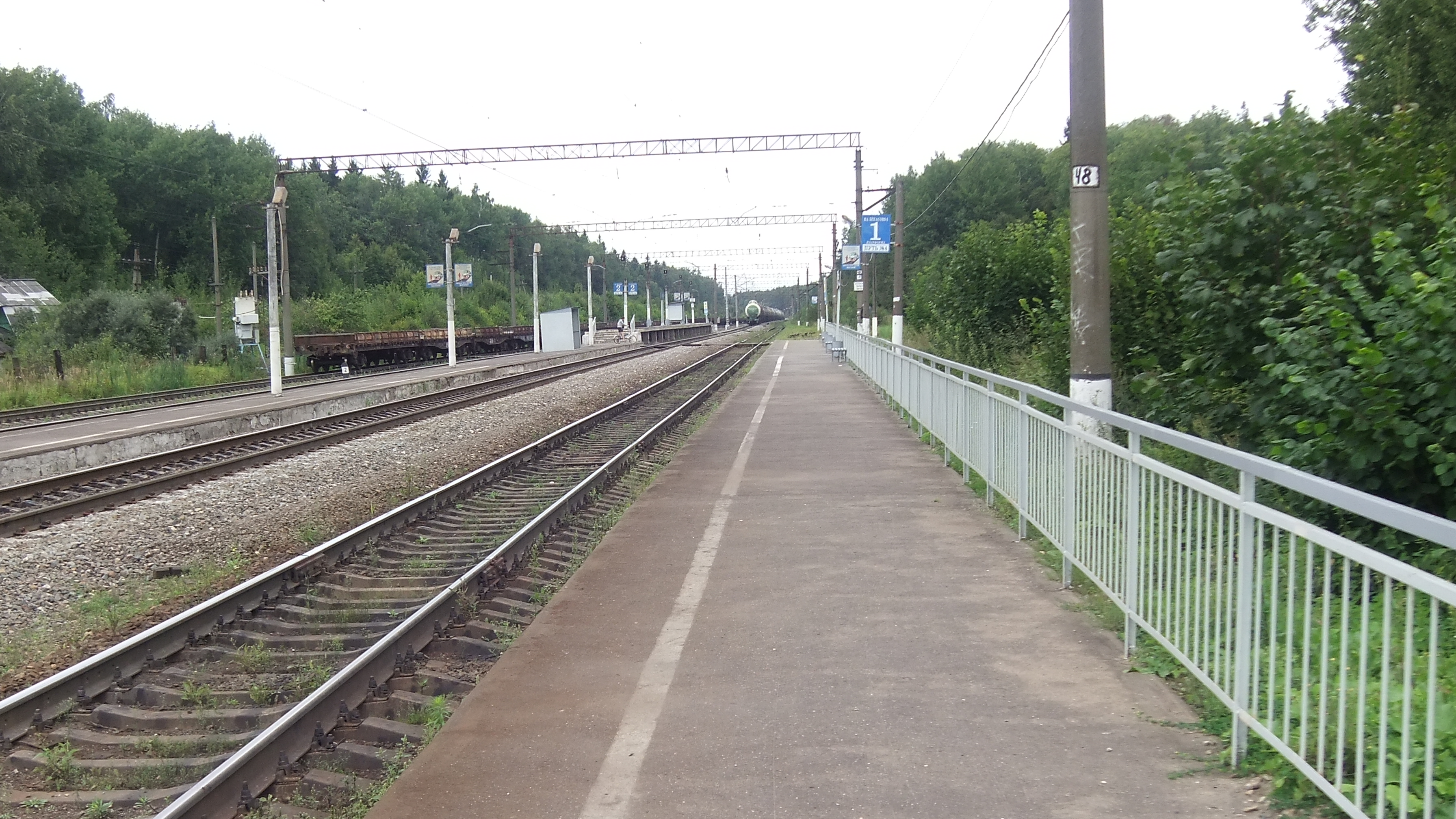
Вид с восточного края боковой платформы
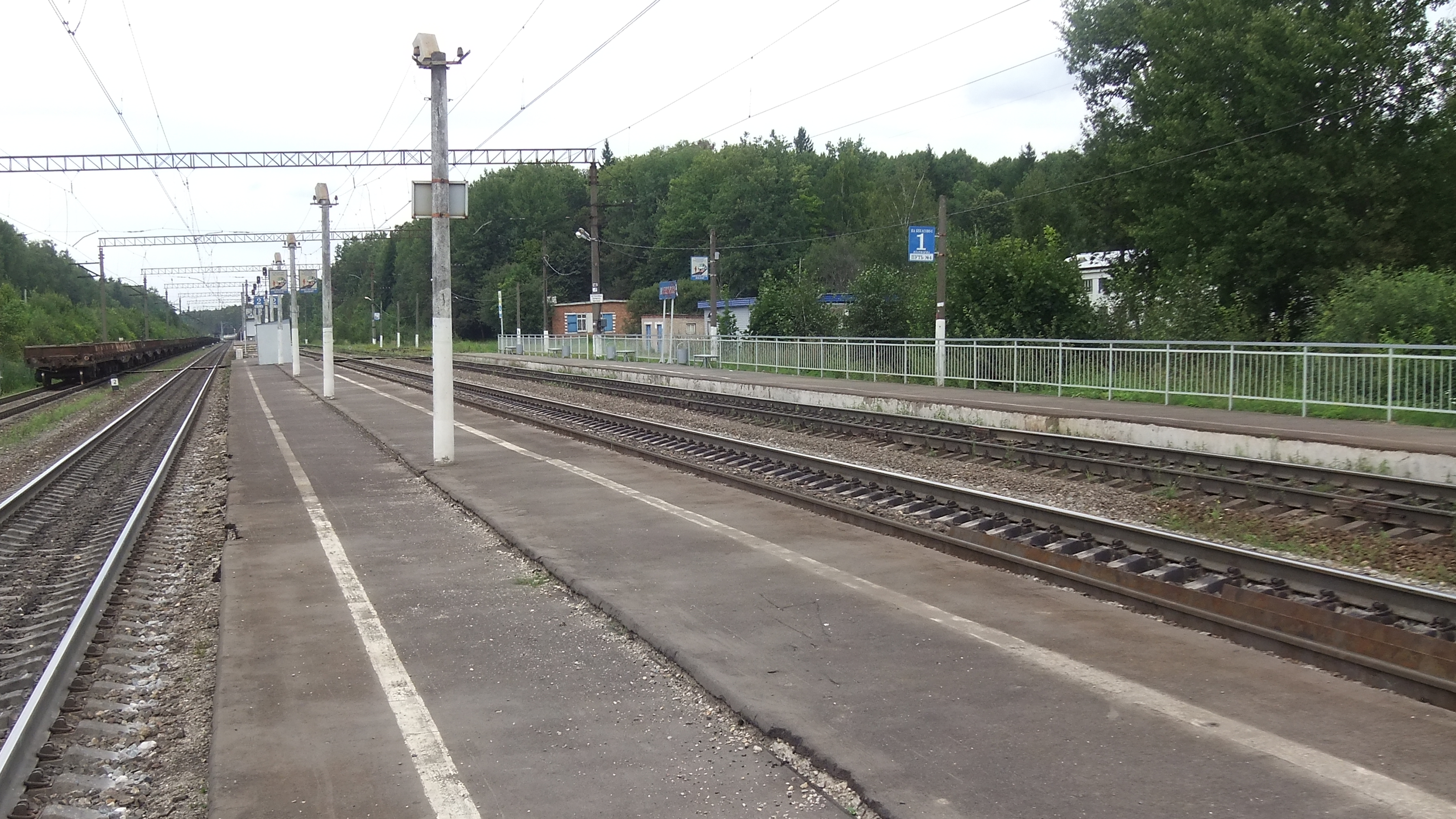
Вид с восточного края островной платформы
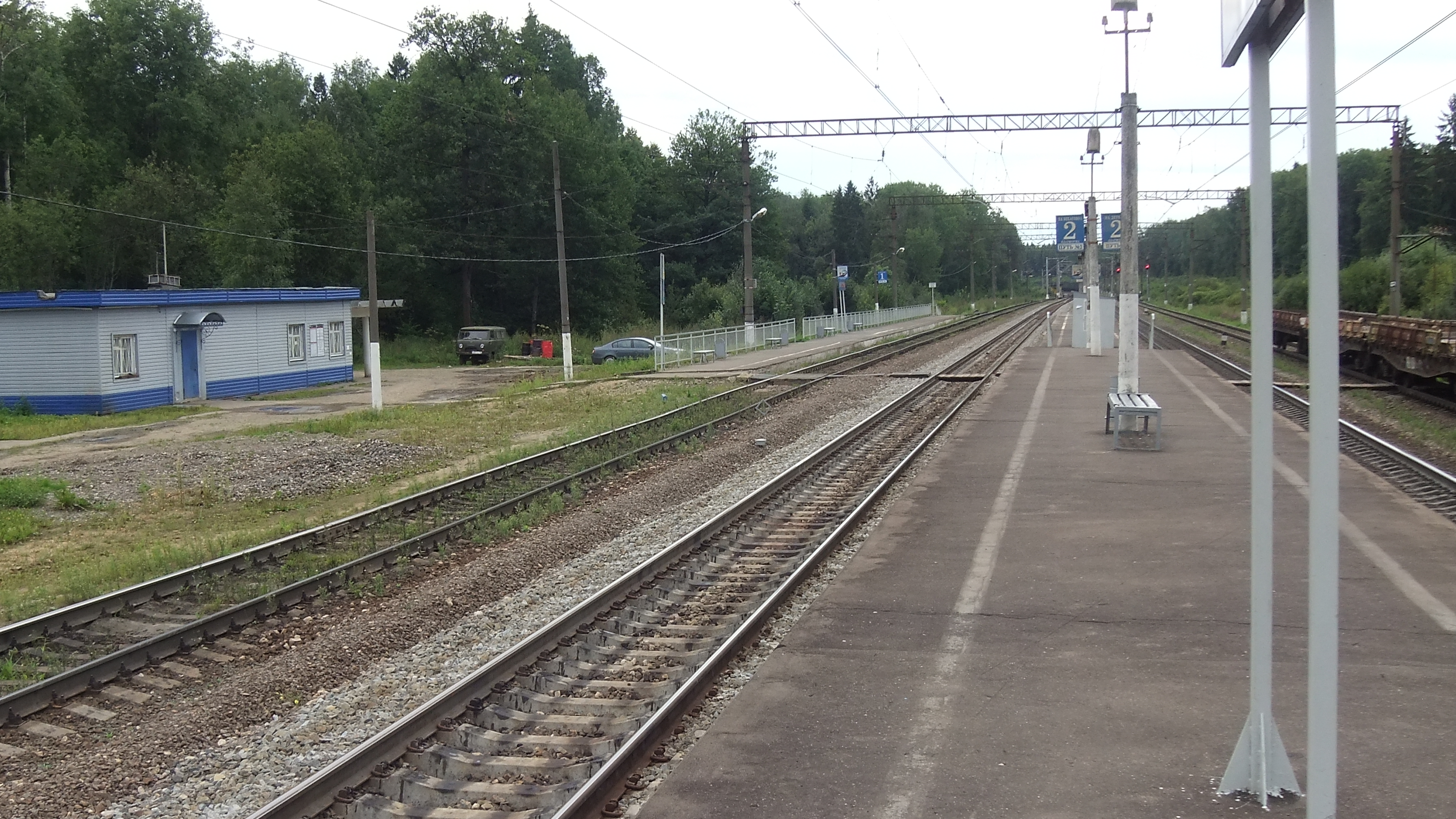
Вид на платформы с высокой платформы
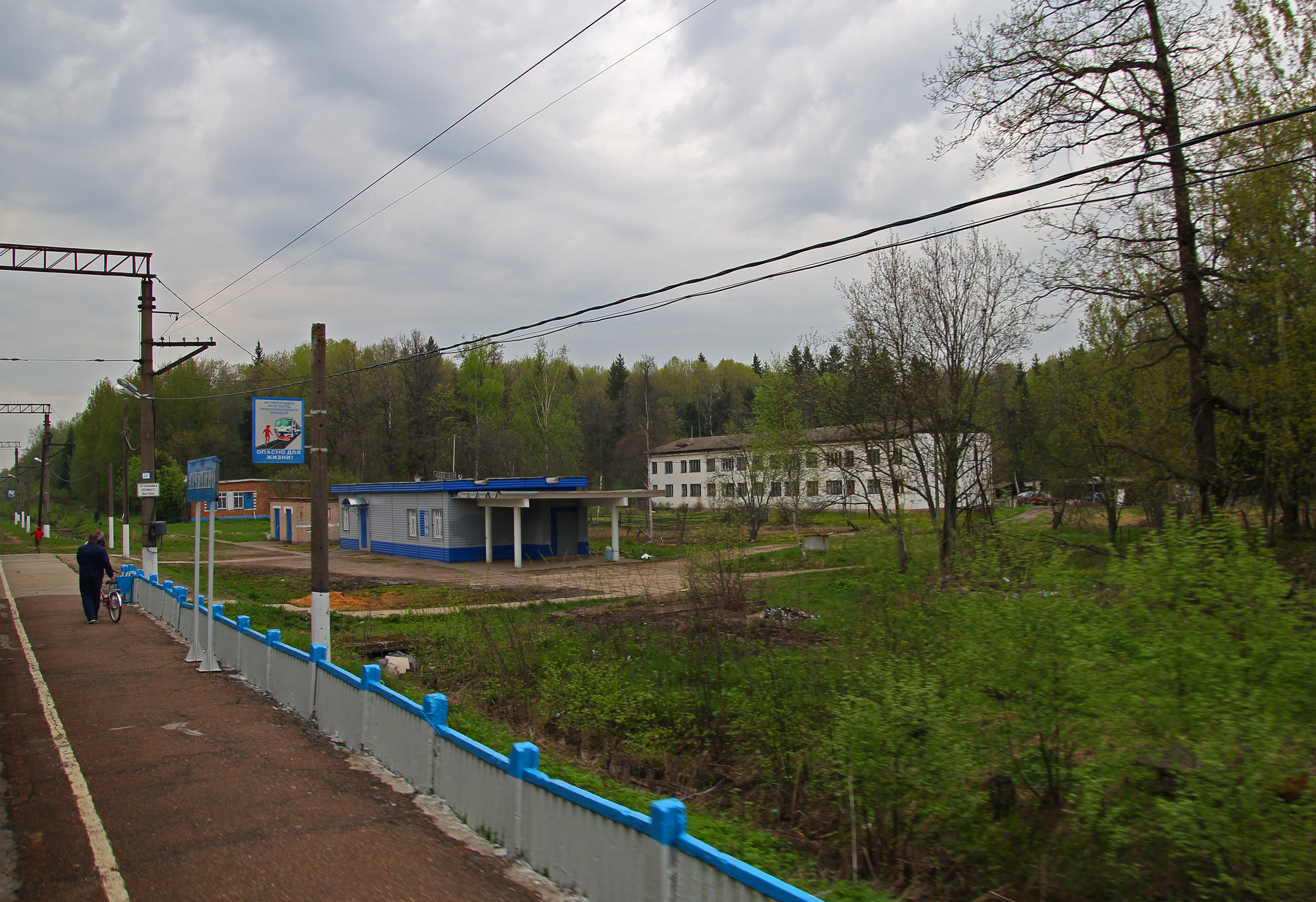
Станционное здание и посёлок Станции Мачихино
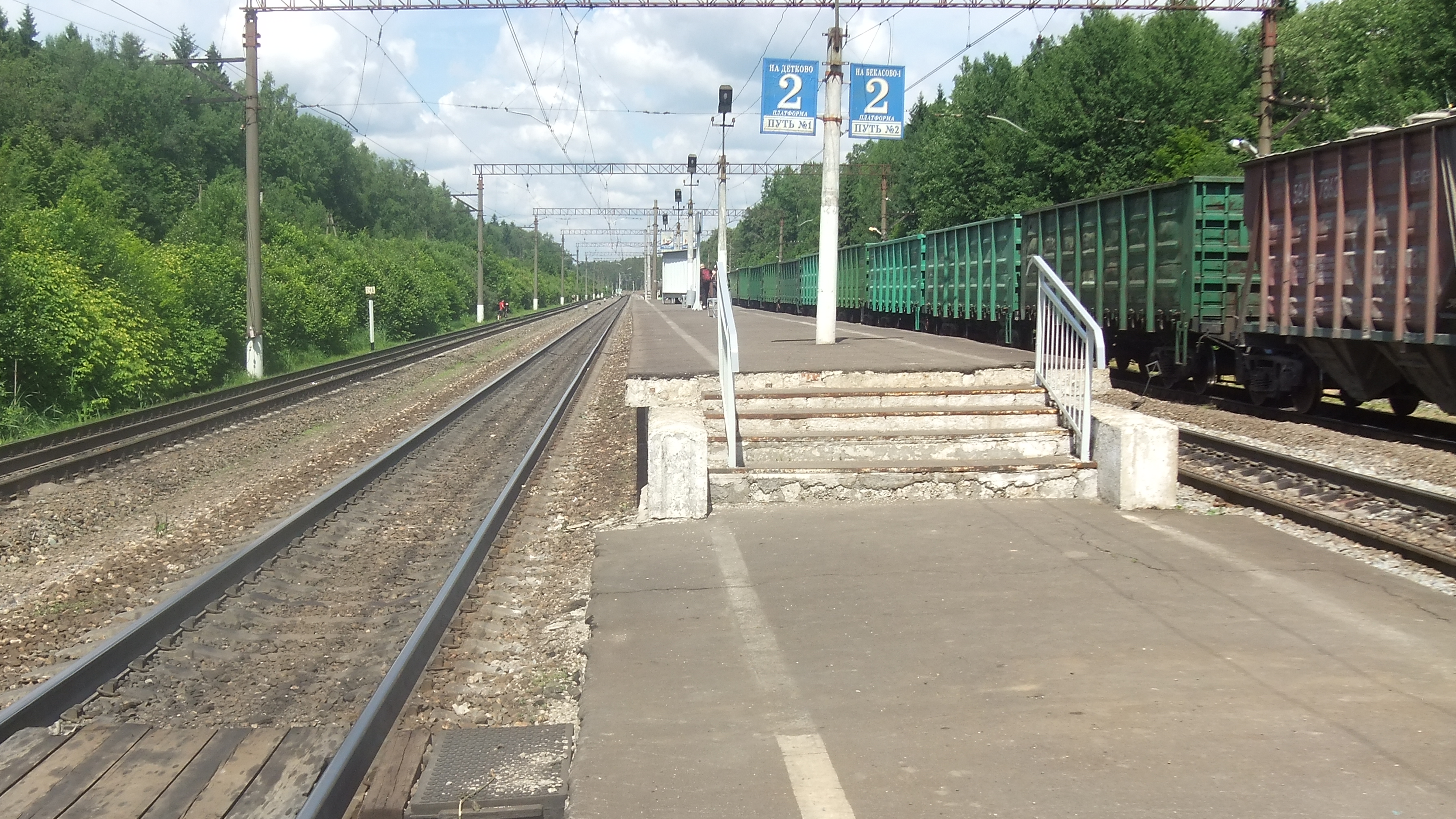
Высокая часть островной платформы
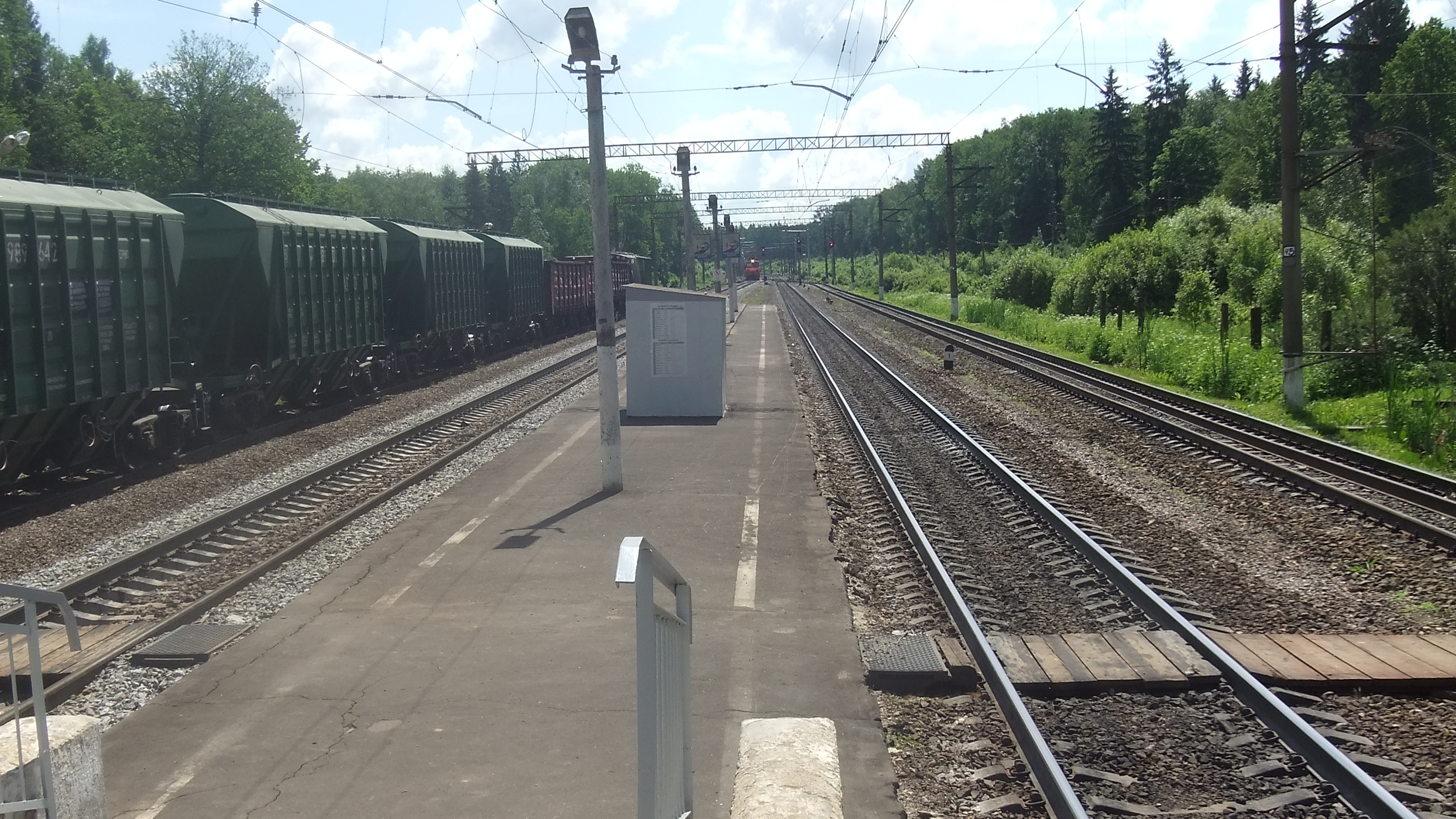
Низкая часть островной платформы
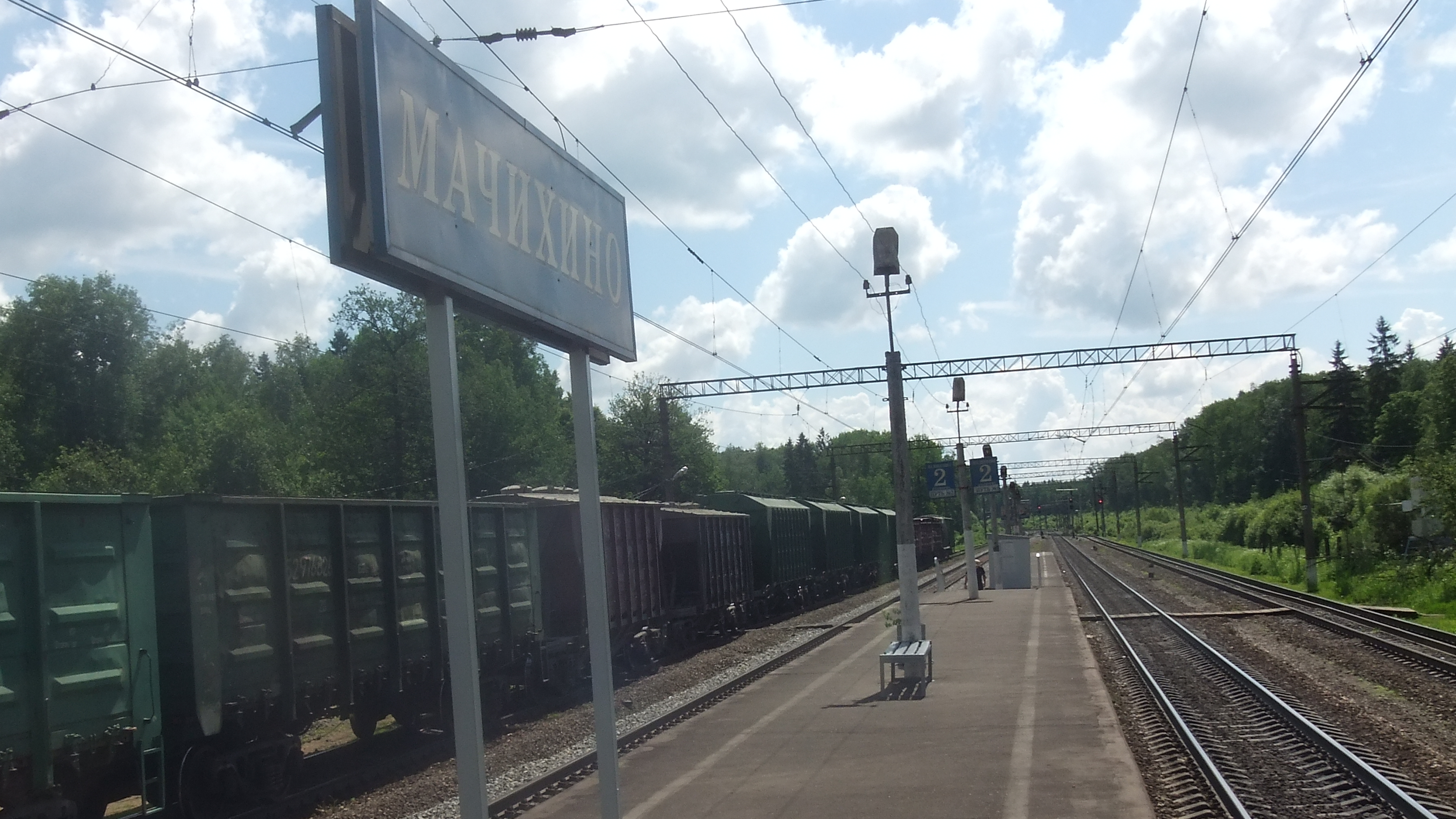
Знак на островной платформе
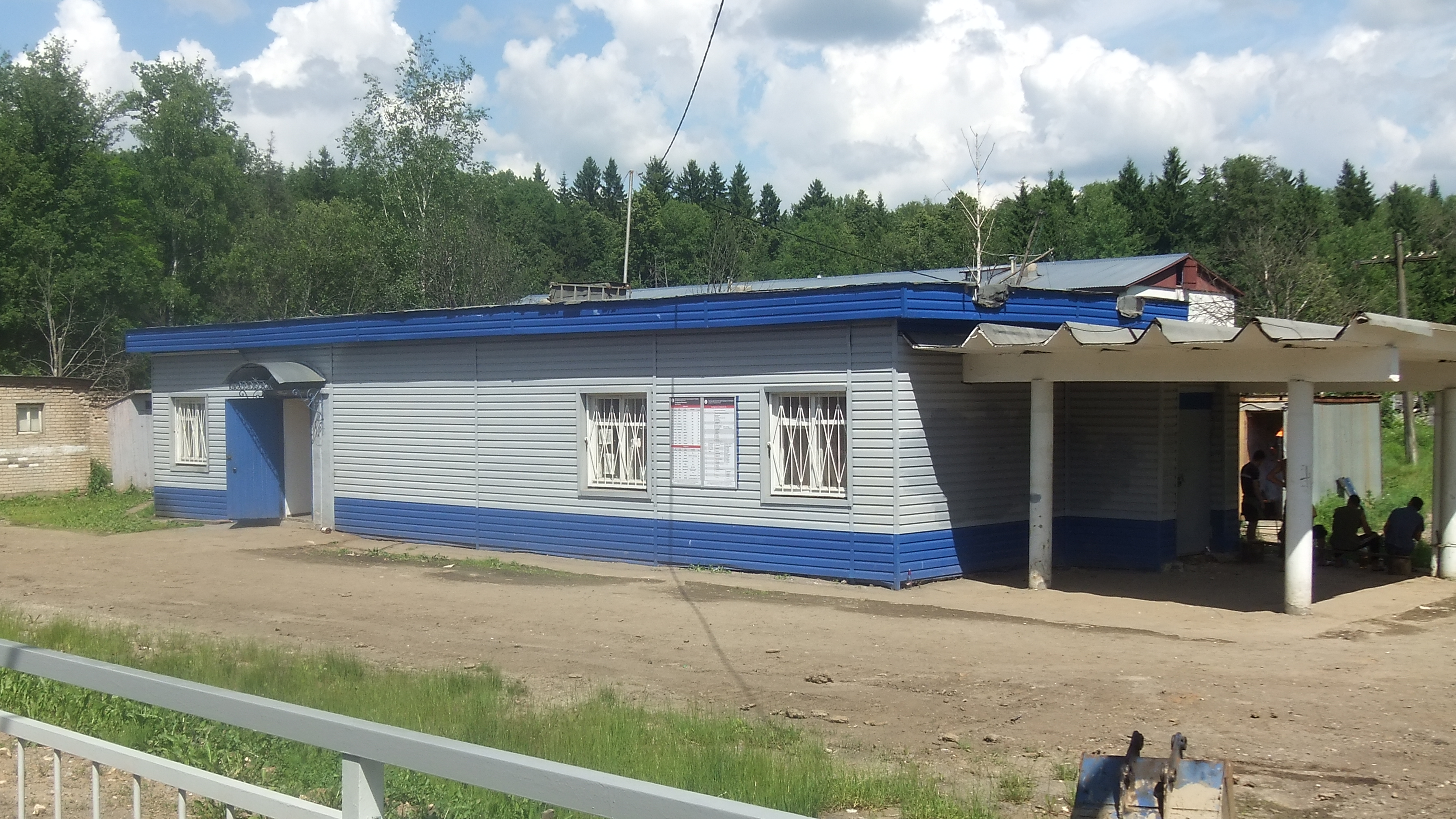
Станционное здание
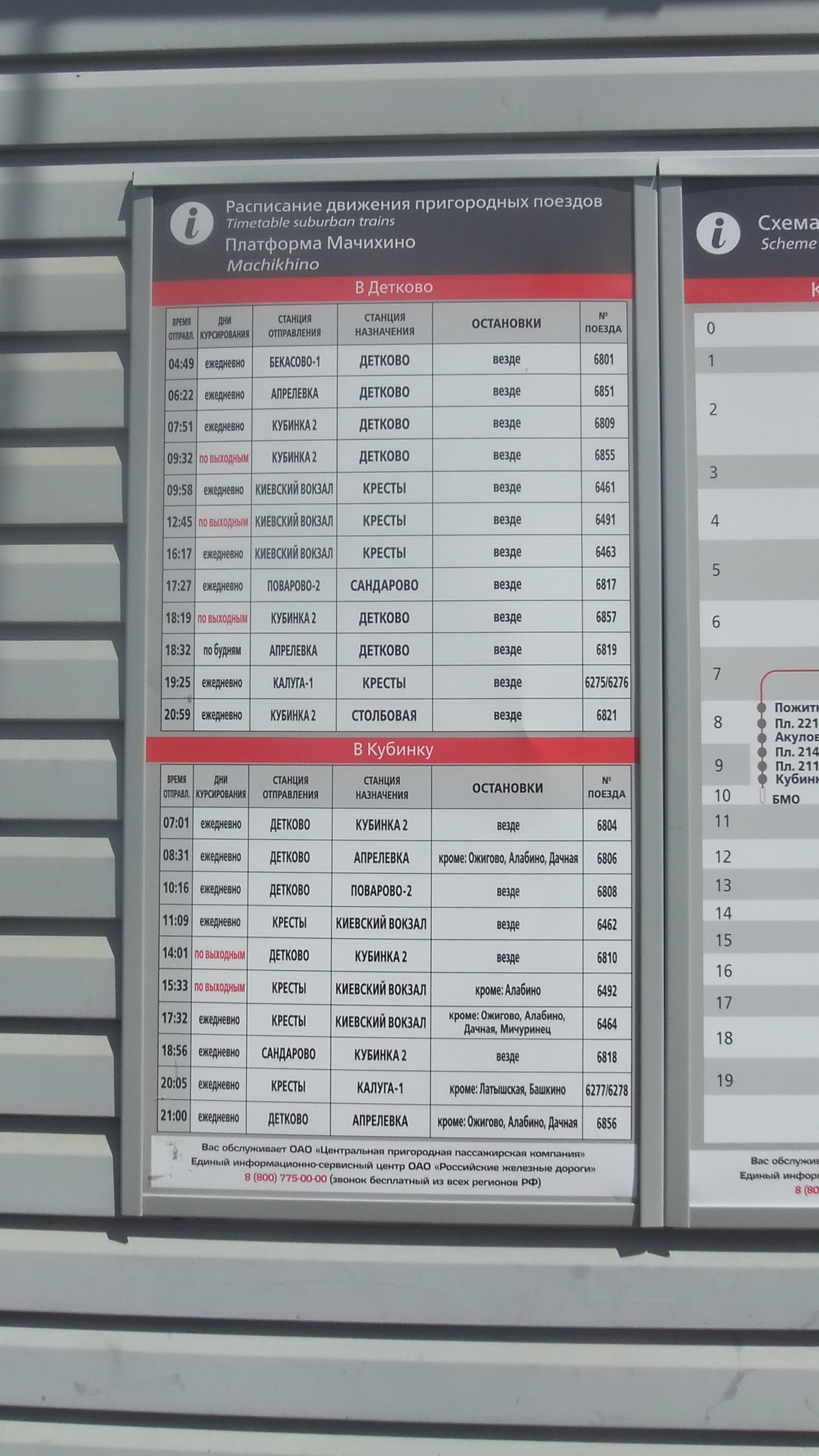
Расписание лета 2013 года
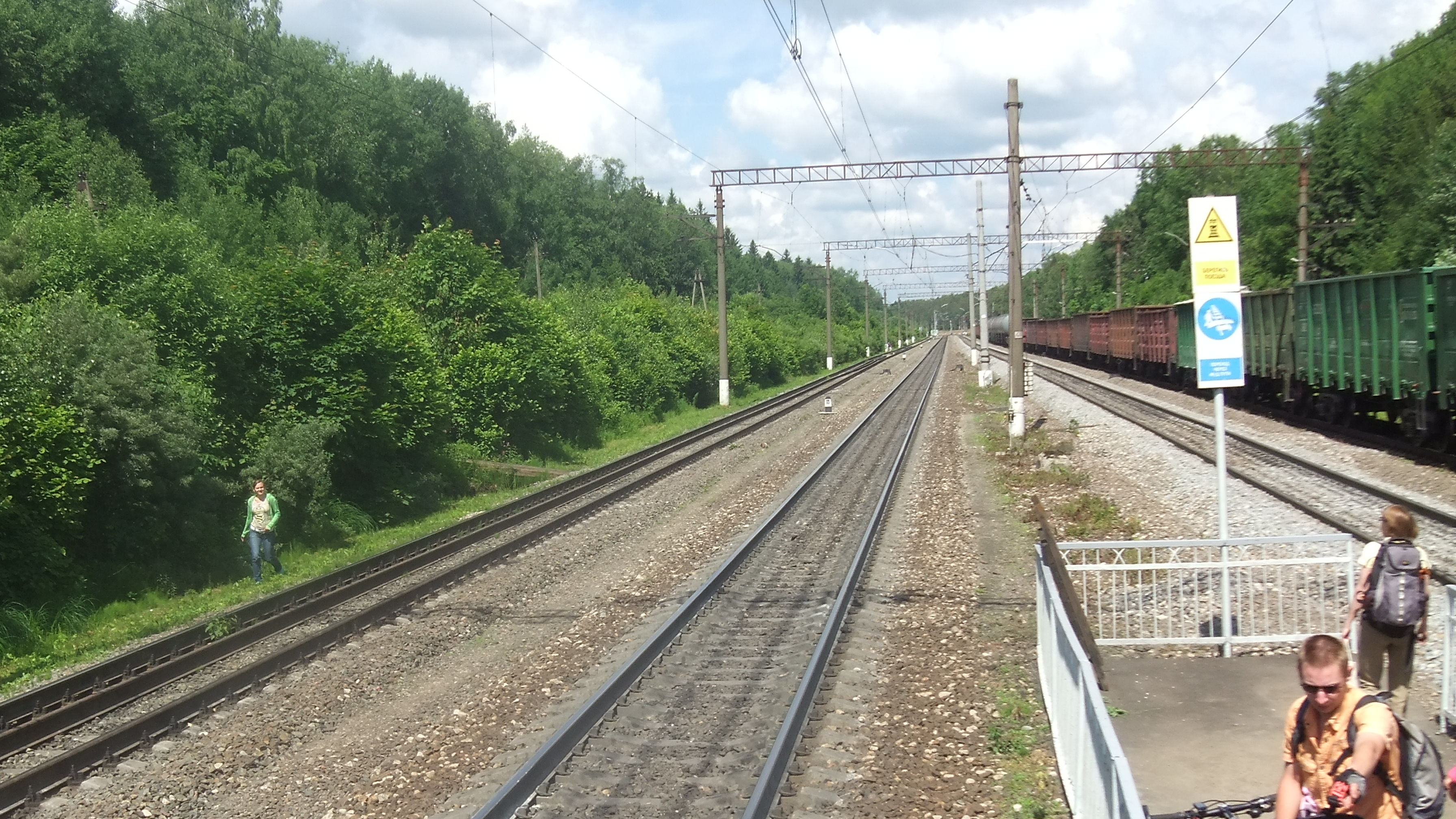
Вид на запад